# Килот
Килот, Котларската река или Биралската река (на гръцки: Κοιλάδα, до 1968 година: Κιλότ, Килот) е река в Кайлярско, Южна Македония, приток на Островското езеро (Вегоритида).

## Описание
Реката се образува в Карталдаг (Аетовуни), източната част на Синяк (Аскио), от няколко потока, извиращи източно под връх Ипсома Кароглу (1045 m). Първоначално носи името Бекревеникос или Бекревенику (Μπεκρεβενίκου) и тече в север-серевозападна посока. След като приема левия си приток от Мурик, Морека излиза от планината в котловината Саръгьол южно от Сълпово (Ардаса) и поема в североизточна посока. Тук коритото на реката е регулирано. Минава южно от Кайляри (Птолемаида), приема големия си десен приток Порище и завива на север. Тук носи името Дубалти, а след като мине западно покрай Котлари (Пендаврисос), носи името Котлар или Котларска река (Пендаврисос). Влива се в Островското езеро източно от Нов град (Вегора).

## Водосборен басейн
→ ляв приток, ← десен приток
- ← Папа Рема
- → Микри Бара
- → Гаволакос
- → Лабаница
- → Морека
- ← Байлар
- ← Кевриджик
- ← Сулу
- ← Рубина
- ← Копалца
- → Чернево (Кайлар Кури)

- → Белева река

- ← Сари дол